# آژانس اطلاعات و امنیت بوسنی و هرزگوین
آژانس اطلاعات و امنیت بوسنی و هرزگوین یا BiH که معمولاً با نام اختصاری OSA-OBA BiH شناخته می‌شود، آژانس اطلاعاتی اصلی بوسنی و هرزگوین است. این شورا توسط پارلمان بوسنی در مارس ۲۰۰۴ تأسیس شد.

## وظایف
- جمع‌آوری اطلاعات از خارج از کشور برای اهداف امنیت ملی
- انجام فعالیت‌های اطلاعاتی به منظور حفاظت از یکپارچگی، استقلال و نظم قانون اساسی
- جمع‌آوری اطلاعات در مورد فعالیت‌های تروریستی
- جمع‌آوری اطلاعات در مورد تولید و قاچاق مواد مخدر
- جمع‌آوری اطلاعات در مورد تولید سلاح‌های کشتار جمعی
- جمع‌آوری اطلاعات در مورد جرایم زیست‌محیطی
- جمع‌آوری اطلاعات در مورد جرایم سازمان یافته که امنیت ملی را تهدید می‌کند
- جمع‌آوری اطلاعات در مورد جاسوسی علیه بوسنی و هرزگوین
- جمع‌آوری اطلاعات در مورد تجارت غیرقانونی محصولات و فناوری‌هایی که تحت کنترل بین‌المللی هستند
- جمع‌آوری اطلاعات در مورد اقدامات قابل مجازات بر اساس قوانین بین‌المللی بشردوستانه
- جمع‌آوری اطلاعات در مورد اعمال خشونت سازمان یافته یا ارعاب گروه‌های ملی یا مذهبی در بوسنی و هرزگوین[۲]

آژانس اطلاعات و امنیت تحت اختیار نخست‌وزیر قرار داشته و رئیس آن توسط رئیس‌جمهور به توصیه نخست‌وزیر منصوب و برکنار می‌شود. نظارت پارلمانی بر کار آژانس توسط کمیته امنیت و اطلاعاتی انجام می‌شود که به‌طور مشترک توسط مجلس نمایندگان و مجلس مردم مجمع پارلمانی بوسنی و هرزگوین تأسیس شده است.